# 亨利·諾利斯·羅素講座
亨利·諾利斯·羅素講座（英語：Henry Norris Russell Lectureship）是美國天文學會的天文終身成就獎，用來表彰天文學家的貢獻。以美國知名天文學家亨利·諾利斯·羅素命名。

## 歷屆得主
- 1946年：亨利·諾利斯·羅素
- 1947年：沃爾特·亞當斯
- 1948年：未頒發
- 1949年：蘇布拉馬尼揚·錢德拉塞卡
- 1950年：哈羅·沙普利
- 1951年：簡·亨德里克·奧爾特
- 1952年：未頒發
- 1953年：萊曼·史匹哲、恩里科·費米
- 1954年：未頒發
- 1955年：保罗·威拉德·梅里尔
- 1956年：乔尔·斯特宾斯
- 1957年：奧托·斯特鲁维
- 1958年：沃爾特·巴德
- 1959年：傑拉德·柯伊伯
- 1960年：马尔滕·施密特
- 1961年：威廉·威爾遜·摩根
- 1962年：格羅特·雷伯
- 1963年：威廉·福勒
- 1964年：艾拉·斯普拉格·鲍恩
- 1965年：本特·斯特龍根
- 1966年：理查德·图西
- 1967年：奥托·诺伊格鲍尔
- 1968年：约翰·盖滕比·博尔顿
- 1969年：尤金·派克
- 1970年：傑西·格林斯坦
- 1971年：弗雷德·霍伊爾
- 1972年：艾伦·桑德奇
- 1973年：利奧·戈德堡
- 1974年：埃德温·萨尔皮特
- 1975年：喬治·赫比格
- 1976年：塞西莉亞·佩恩-加波施金
- 1977年：歐林·威爾森
- 1978年：马尔滕·施密特
- 1979年：彼得·戈德赖希
- 1980年：耶利米·保羅·歐斯垂克
- 1981年：里卡爾多·賈科尼
- 1982年：巴特·包克
- 1983年：赫伯特·弗里德曼
- 1984年：瑪格麗特·伯比奇
- 1985年：奥林·埃根
- 1986年：阿爾伯特·惠特福特
- 1987年：弗雷德·惠普爾
- 1988年：熱拉爾·佛科留斯
- 1989年：艾科·伊本
- 1990年：西德尼·范登贝赫
- 1991年：唐纳德·愛德華·奧斯特布羅克
- 1992年：勞倫斯·休·阿勒爾
- 1993年：吉姆·皮布尔斯
- 1994年：薇拉·魯賓
- 1995年：羅伯特·卡夫
- 1996年：杰里·诺伊格鲍尔
- 1997年：亞勒斯岱爾·科麥隆
- 1998年：查爾斯·哈德·湯斯
- 1999年：约翰·巴考尔
- 2000年：唐納德·林登貝爾
- 2001年：华莱士·薩金特
- 2002年：喬治·華勒斯坦
- 2003年：喬治·韋瑟里爾
- 2004年：馬丁·芮斯
- 2005年：詹姆斯·愛德華·岡恩
- 2006年：玻丹·帕琴斯基
- 2007年：戴维·L·兰伯特
- 2008年：拉希德·蘇尼亞耶夫
- 2009年：喬治·普勒斯頓
- 2010年：瑪格利特·蓋勒
- 2011年：珊德拉·法貝爾
- 2012年：W·戴维·阿内特
- 2013年：肯·弗里曼
- 2014年：乔治·B·菲尔德
- 2015年：喬瓦尼·法齊奧
- 2016年：克里斯托弗·麦基
- 2017年：埃里克·贝克林
- 2018年：约瑟夫·西尔克
- 2019年：Ann Merchant Boesgaard
- 2020年：斯科特·特里梅因
- 2021年：尼克·斯科維爾
- 2022年：Richard Mushotzky
- 2023年：徐遐生
- 2024年：Neta Bahcall

## 外部連結
- 美國天文學會上的亨利·諾利斯·羅素講座訊息